# Bagnols-les-Bains
Bagnols-les-Bains is een plaats en voormalige gemeente in het Franse departement Lozère in de regio Occitanie en telt 245 inwoners (2004). De plaats maakt deel uit van het arrondissement Mende.

## Geschiedenis
Bagnols-les-Bains is op 1 januari 2017 gefuseerd met de gemeenten Belvezet, Le Bleymard, Chasseradès, Mas-d'Orcières en Saint-Julien-du-Tournel tot de gemeente Mont Lozère et Goulet. 

## Geografie
De oppervlakte van Bagnols-les-Bains bedraagt 2,4 km², de bevolkingsdichtheid is 102,1 inwoners per km².
De onderstaande kaart toont de ligging van Bagnols-les-Bains met de belangrijkste infrastructuur en aangrenzende gemeenten.

## Demografie
Onderstaande figuur toont het verloop van het inwonertal.
Bagnols-les-Bains · Belvezet · Le Bleymard · Chasseradès · Mas-d'Orcières · Saint-Julien-du-Tournel